# Jan Jarolím (1974)
Jan Jarolím (* 12. září 1974 Dvůr Králové nad Labem) je český politik, od roku 2020 zastupitel Královéhradeckého kraje (navíc od roku 2024 také 1. náměstek hejtmana), od roku 2014 starosta města Dvůr Králové nad Labem, člen hnutí ANO 2011.

## Studia a zaměstnání
Vystudoval Vysokou školu podnikání, a.s. v Ostravě a Provozně ekonomickou fakultu České zemědělské univerzity v Praze. Od roku 1994 do roku 2014 pracoval na Finančním úřadu ve Dvoře Králové nad Labem (od roku 2005 jako vedoucí oddělení daňové správy).

## Veřejné funkce
V roce 2014 byl zvolen zastupitelem města Dvůr Králové nad Labem za hnutí ANO 2011. Téhož roku byl zvolen starostou města. V roce 2018 mandát zastupitele i post starosty města obhájil.
Ve volbách do Evropského parlamentu v květnu 2019 kandidoval na 18. místě kandidátky hnutí ANO 2011, ale nebyl zvolen. Ve volbách do Senátu PČR v roce 2020 kandidoval za hnutí ANO 2011 v obvodu č. 39 – Trutnov. V prvním kole získal 26,26 % hlasů, a postoupil tak ze 2. místa do druhého kola, v němž prohrál s kandidátem hnutí STAN Janem Sobotkou poměrem hlasů 25,41 % : 74,58 %, a senátorem se tak nestal.
V krajských volbách v roce 2020 byl za hnutí ANO 2011 zvolen zastupitelem Královéhradeckého kraje. Ve volbách v roce 2024 obhájil jako člen hnutí ANO post zastupitele Královéhradeckého kraje. Na začátku listopadu 2024 se pak stal 1. náměstkem hejtmana pro oblast dopravy, inovací a informačních technologií.